# بیت سابر
بیت سابر (به عربی: بیت سابر) یک روستا در سوریه است که در استان ریف دمشق واقع شده‌است. بیت سابر ۳٬۰۲۱ نفر جمعیت دارد.